# Fagundes Varela (scrittore)
Fagundes Varela (Rio de Janeiro, 17 agosto 1841 – Rio de Janeiro, 18 febbraio 1875) è stato un poeta brasiliano a cui è dedicato l'omonimo comune.
Celeberrime le sue Nocturnas (1861).